# Sistema de Membro Adicional
O Sistema de Membro Adicional (AMS), também conhecido como representação proporcional mista (MMP) fora do Reino Unido é um sistema de membros mistos híbridos de dois níveis que varia em proporcionalidade. Também pertence ao grupo maior de sistemas de membros mistos.
O termo AMS é usado na Escócia, no País de Gales e na Assembleia de Londres.